# Fresne-Saint-Mamès
Fresne-Saint-Mamès ist eine französische Gemeinde im Département Haute-Saône in der Region Bourgogne-Franche-Comté.

## Geographie
Fresne-Saint-Mamès liegt auf einer Höhe von 210 m über dem Meeresspiegel, 23 Kilometer ostnordöstlich von Gray und etwa 37 Kilometer nordnordwestlich der Stadt Besançon (Luftlinie). Das Dorf erstreckt sich im Südwesten des Départements, im Saônebecken, am östlichen Rand der Talniederung der Romaine.
Die Fläche des 9,95 km² großen Gemeindegebiets umfasst einen Abschnitt der leicht gewellten Landschaft südöstlich der Saône. Von Südosten nach Nordwesten wird das Gebiet von der Talniederung der Romaine durchquert, die eine Breite von rund einem Kilometer aufweist und durchschnittlich auf 210 m liegt. Flankiert wird die Niederung auf beiden Seiten von Plateaus, die aus kalkigen und sandig-mergeligen Sedimenten der oberen Jurazeit aufgebaut sind. Die fruchtbaren Böden auf dem Plateau werden überwiegend landwirtschaftlich genutzt. Mit 262 m wird auf einer Anhöhe östlich des Dorfes die höchste Erhebung von Fresne-Saint-Mamès erreicht. Im Norden erstreckt sich das Gemeindeareal bis zum Mont Ferrand (255 m), der direkt an das Tal der Saône angrenzt.
Nachbargemeinden von Fresne-Saint-Mamès sind Soing-Cubry-Charentenay im Norden, Vezet im Osten, Greucourt und Saint-Gand im Süden sowie Vellexon-Queutrey-et-Vaudey im Westen.

## Geschichte
Fresne-Saint-Mamès entstand im Bereich zweier Burgen (de la Motte und de la Romaine), die aus dem 10. und 11. Jahrhundert stammen. Die Ortschaft befand sich stets im Einflussbereich der Herzöge von Burgund und bildete deshalb eine Enklave in der Franche-Comté. Während des Dreißigjährigen Krieges wurde Fresne-Saint-Mamès zweimal gebrandschatzt.

## Sehenswürdigkeiten
Die Kirche Saint-Léger stammt ursprünglich aus dem 12. und 13. Jahrhundert. Aus dieser Zeit sind Teile des Chorraums erhalten. Das Schiff und der Glockenturm wurden 1739 neu erbaut. Zur reichen Ausstattung gehören eine Pietà aus Lindenholz (16. Jahrhundert), ein versilbertes Kupferkreuz und eine Christusstatue aus dem 17. Jahrhundert sowie Mobiliar aus dem 18. Jahrhundert.
Vor der Kirche steht eine Linde, die vermutlich um 1340 gepflanzt wurde.
Der alte Ortsteil ist geprägt durch verschiedene Bürgerhäuser aus dem 16. und 17. Jahrhundert, darunter das Herrschaftshaus La Crétenette und das ehemalige Pfarrhaus, ein Haus mit Türmchen. An der Straße nach Gy stehen die Gebäude des ehemaligen Klosters Saint-Norbert.

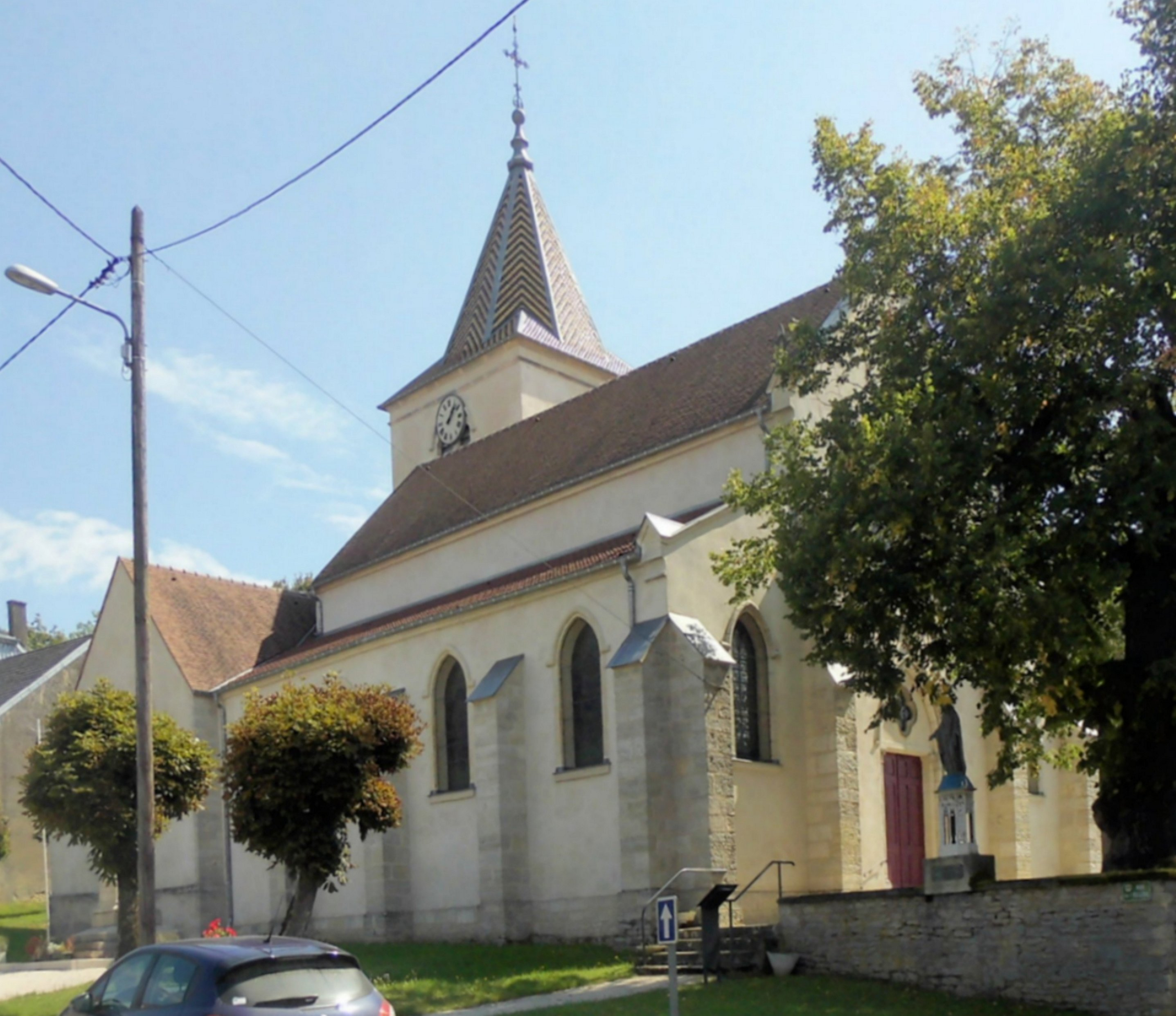
Kirche Saint-Léger
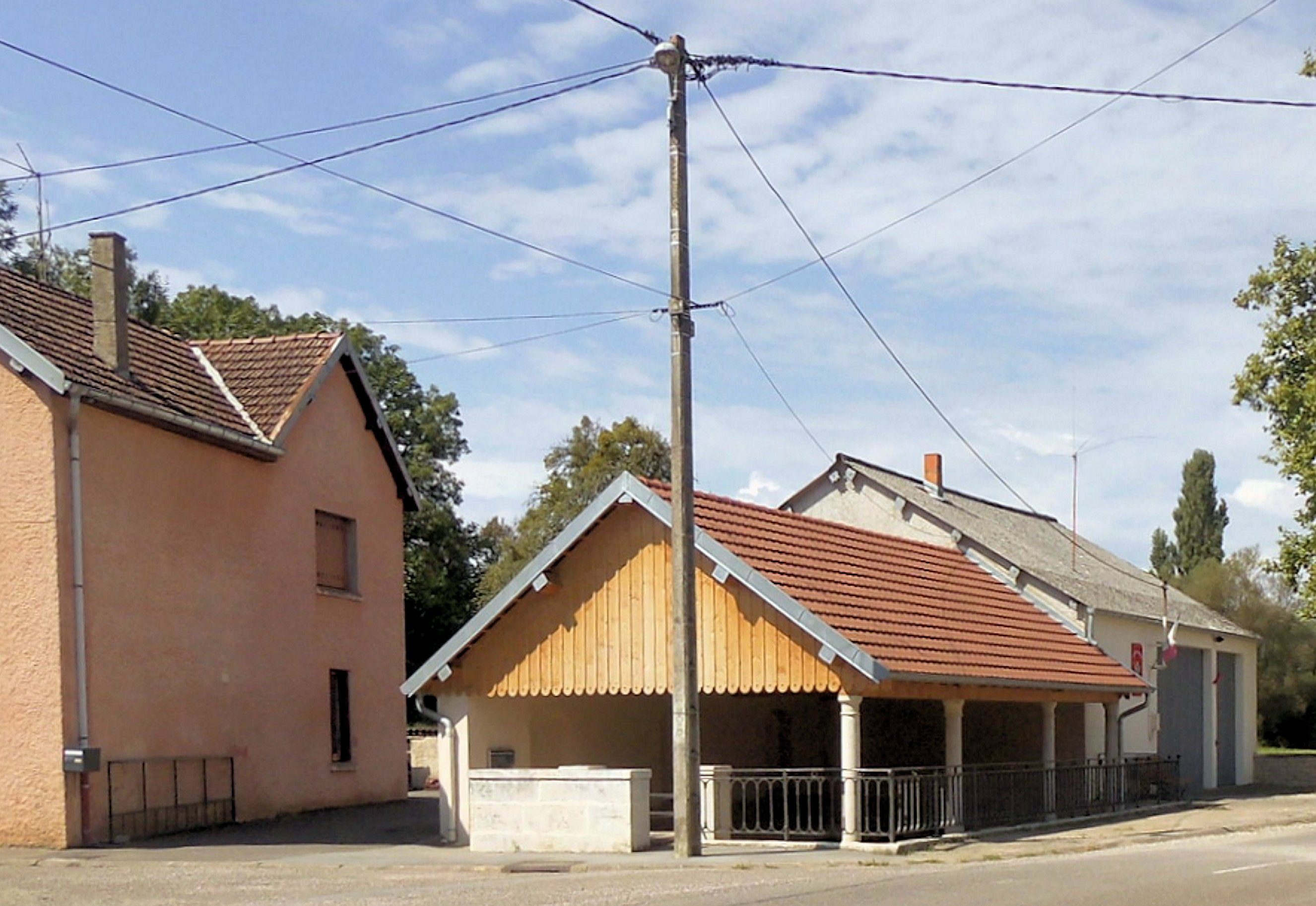
Lavoir

## Bevölkerung
| Jahr                       | 1962 | 1968 | 1975 | 1982 | 1990 | 1999 | 2011 | 2018 |
| Einwohner                  | 450  | 482  | 457  | 470  | 475  | 507  | 513  | 500  |
| Quellen: Cassini und INSEE |      |      |      |      |      |      |      |      |

Mit 491 Einwohnern (1. Januar 2022) gehört Fresne-Saint-Mamès zu den kleinen Gemeinden des Départements Haute-Saône. Nachdem die Einwohnerzahl in der ersten Hälfte des 20. Jahrhunderts abgenommen hatte (1891 wurden noch 553 Personen gezählt), wurden seit Beginn der 1960er Jahre nur noch relativ geringe Schwankungen verzeichnet.

## Wirtschaft und Infrastruktur
Fresne-Saint-Mamès war lange Zeit ein vorwiegend durch die Landwirtschaft (Ackerbau, Obstbau und Viehzucht) geprägtes Dorf. Heute gibt es verschiedene Betriebe des lokalen Kleingewerbes. In den letzten Jahrzehnten hat sich das Dorf zu einer Wohngemeinde gewandelt. Viele Erwerbstätige sind deshalb Wegpendler, die in den größeren Ortschaften der Umgebung ihrer Arbeit nachgehen. In der Talniederung der Romaine befindet sich ein Freizeitpark mit mehreren Tennisplätzen und zahlreichen weiteren Sporteinrichtungen.
Der Ort liegt abseits der größeren Durchgangsachsen an einer Departementsstraße, die von Gy nach Port-sur-Saône führt. Weitere Straßenverbindungen bestehen mit Fretigney-et-Velloreille, Vesoul und Seveux. Fresne-Saint-Mamès besitzt einen Bahnhof an der ehemaligen Eisenbahnlinie von Vesoul nach Gray.